# Гондирвай
Гондирва́й (рос. Гондырвай) — присілок у складі Шарканського району Удмуртії, Росія.

## Населення
Населення — 189 осіб (2010; 264 у 2002).
Національний склад станом на 2002:
- удмурти — 98 %

## Урбаноніми[3]
- вулиці — Лісова, Нагірна, Нова, Шкільна
- провулки — Шкільний